# Cervinus Teátrum
A Cervinus Teátrum 2000 januárjában  alakult meg Weöres Sándor Regionális Színház néven. Mai nevén a magyarországi szlovák nemzetiség számára 2004 óta működik önálló színházként Szarvason. Alapító művészeti vezetője Gergely László volt.

## A színház története
2008 februárjában a színház Daniela Kapitanova Temető-könyv című darabjával elnyerte az Arcusfest Nemzetiségi Színházi Találkozó fődíját, valamint a legjobb díszlet- és jelmezterv díját is. 2009 márciusában ugyanitt a legjobb rendezés díját kapta meg a Bayer-aszpirin című előadásért.
A színház részt vett 2008 novemberében a Magyarországi Nemzetiségi Színházi Szövetség megalapításában. Alapító tagja a Magyar Teátrumi Társaságnak. Előadásait szlovák nyelven is játssza.

## Előadásai
- Ivan Holub: Angyal, avagy az Igazság (2010)
- A hold útja elkísér
- Érkezés (monodráma)
- Tolnai Ottó: Bayer-aszpirin (2008)[2]
- Eve Ensler: A Vagina Monológok